# Balohao
Balohao is een bestuurslaag in het regentschap Nias Selatan van de provincie Noord-Sumatra, Indonesië. Balohao telt 297 inwoners (volkstelling 2010).